# 2005 في ألبانيا
تحتوي هذه المقالة على أهم الأحداث التي شهدتها ألبانيا في 2005، إضافة إلى أهم الشخصيات الألبانية المتوفية في هذه السنة.

## الحكم
- رئيس الجمهورية: ألفريد مويسيو.

## الأحداث

### يوليو
- 3 يوليو : انطلاق عملية التصويت في الانتخابات البرلمانية لعام 2005.[1]